# Herb gminy Lidzbark Warmiński
Herb gminy Lidzbark Warmiński – jeden z symboli gminy Lidzbark Warmiński, ustanowiony 30 października 2013.

## Wygląd i symbolika
Herb przedstawia na tarczy w polu błękitnym kapliczkę warmińską srebrną z daszkami czerwonymi.